# Nariz
Nariz, pseudonimo di Álvaro Lopes Cançado (Uberaba, 8 dicembre 1912 – 19 settembre 1984), è stato un calciatore brasiliano.

## Carriera
Nariz iniziò la sua carriera nell'Atletico Mineiro nel 1930. Successivamente, si trasferì al Fluminense dove vinse alcuni tornei ed infine chiuse la carriera nel Botafogo nel 1941. Partecipò al Campionato mondiale di calcio 1938 con la Nazionale brasiliana.

## Palmarès

### Club
- Campionato Mineiro: 2

Atletico Mineiro: 1931, 1932
- Campionato Carioca: 1

Botafogo: 1935